# Michel Savoie
Pour les articles homonymes, voir Savoie (homonymie) et Savoie.
Michel Adélard Savoie est un homme politique canadien. Il est député de Northumberland à l'Assemblée législative du Nouveau-Brunswick de 1948 à 1952 en tant que libéral.